# Aysha
Aysha là một chi nhện trong họ Anyphaenidae.